# 제너럴 다이내믹스 F-111 아드바크
제너럴 다이내믹스 F-111 아드바크(General Dynamics F-111 Aardvark)는 60년대 초중반 MiG-25의 시제기가 나오고 양산단계에 돌입하자 이에 대항할겸 개발된 미국의 첫 육해군 통합 '4세대' 중거리 전폭기이며 주로 대지상 공격기로 많이 사용되었던 군용기이다. 아드바크는 땅돼지라는 의미가 담겨 있다. 다양한 형태가 제작되어 전술 폭격기, 정찰, 대전자전에 사용되기도 했다. 1960년대에 제너럴 다이내믹스사에 의해 개발되었고, 1967년 미국 공군에서 운용되었다. 호주 공군(RAAF) 또한 이를 주문하여 F-111C를 1973년부터 운용했다.
1960년대 당시 국방장관이였던 로버트 맥나마라의 지시로 미공군,미해군 합동 프로그램 일명 TFX프로그램의 일환으로 개발되었으며 F-111에는 가변익, 애프터버너 터보팬 엔진 그리고 저고도, 고속 비행을 위한 자동 지형 추적 레이다를 포함한 몇가지 양산 항공기용 신기술들이 최초로 적용되었다. F-111의 설계는 이후의 가변익 항공기에 영향을 주었고, 일부 발달된 기술들은 그 후에 일반화되었다. F-111은 초기 개발에서 여러 문제에 부딪혔다. F-111B에 적용될 예정이었던 항모 기반 해군 인터셉터 같은 의도했던 몇몇 기능들은 구현되지 않았다.
냉전 종식후 국방 예산감축으로 미공군의 F-111 변형형은 1990년대에 퇴역하였다. F-111F는 1996년, EF-111은 1998년에 퇴역하였다. 미 공군에서 F-111은 F-15E 스트라이크 이글에 중거리 정밀 타격의 역할을, B-1B 랜서에는 초음속 폭격기의 역할을 넘겨주었다. 또한 호주공군의 F-111C는 2010년 보잉 F/A-18E/F 슈퍼 호넷 과 F-35 라이트닝 II에게 역할을 넘겨주며 퇴역하였다. 1976년 대한민국에서 판문점 도끼 살인 사건이 발생하자 대한민국에 급파되기도 했다.

## 개발

### 초기 요구사항
1960년 5월에 소련이 미국의 U-2 정찰기를 격추한 사건은 미국 정부에 큰 충격을 안겼다. 소련과의 관계가 악화되는 것은 차지하더라도 U-2기 사건은 고도 6만 피트 이상에서 날아다니는 비행기를 격추시킬 수 있는 지대공 미사일을 러시아가 이미 개발했다는 사실을 보여줬기 때문이다. 이로인해 미공군 전략사령부(SAC)와 영국공군 폭격 사령부는 고고도의 폭격이 가능한  보잉 B-47 스트래토젯 와 V 폭격기로는 더 이상 소련 영공을 공격할수 없다는 사실을 알게되었다.
1960년 미공군 전략사령부는 저고도의 비행으로 레이더 탐지거리를 줄일수 있었으며 또 SAMs이 무력화되며 또한 소련의 요격기가 고고도에 비해서 저고도에서는 많은 이점이 있지않다는것을 알게되었다. 미공군전략사령부는 전투폭격기 및 종심차단 역할에 대해 큰고심을 하게되는데 핵폭격을 위해 개발된 F-105 썬더치프가 있었지만 돌아올때의 그렇지만 1958년 미국 항공 우주국( NASA )가 가변익 기술에 대한 실험보고서를 접한 미공군은 이 기술을 적용을 검토하게되었다.
1960년 6월 미공군은 SOR 183이란 소련 방공군이 초저고도 고속 비행과 요격 및 폭격이 가능한 공중 정찰기를 개발중이라는 첩보를 알게되었는데 최소 800마일의 저공비행이 가능하며 적어도 1.2마하 정도의 속도를 가졌으며 또한 내부에 1000lb의 무장을 달고 단거리 이착륙( STOL )이 가능하는데 내용이였다.
1950년대 미해군은 소련의 폭격기가 발사하는 대함 미사일에 대해 함대를 방어하기 위해 장거리 고속 요격이 가능한 함대방공 전투기가 필요했는데 맥도널 더글러스 F-4 팬텀보다 강력한 레이더와 사정거리가 더긴 미사일을 장착할수 있는 기종을 원했다. 1950년대 말 아음속 전투기인 F6D의 개발을 했는데 이는 6발의 장거리 요격 미사일을 장착하고 5시간의 비행기 가능했지만 1961년 관련 개발을 중지했는데 이에 미해군은 1950년대 초 미국 항공 우주국( NASA )가 테스트 용으로 개발하던 가변익 항공기 XF101F 재규어에 관심을 갔기 시작했는데 1960년대 기술의 발전으로 고양력 장치가 개선되며 가변익항공기가 전에 보다 더 빠른 속도 및 더 많은 무장량과 더 긴 비행거리,보다 짧은 이착륙 거리를 가질수 있게되었다.

## 파생형
F-111A
초기형 모델로 극초기형 모델은 TF30 P-1 엔진을 장착하고 그외 모델은 TF30 P-3 엔진을 장착해 최대 18,500 lbf (82 kN) 출력을 낼수 있으며 마하2.3 (1,450 mph, 2,300 km/h)의 속력을 낼수 있으며 최대이륙 중량은 92,500 lb (42,000 kg)이다.
F-111A 마크1형은 제너럴 일렉트릭의 AN/APQ-113 공격레이더와 텍사스 인스트루먼트의 AN/APQ-110 지형 추적 레이더가 있으며 하단에 AJQ-20 관성항법 장치가 장착되어 있으며 지형 추적 레이더는 자동 비행조종 시스템에 연동되어 고속 및 저고도 (down to 200 ft or 61 m) 비행을 가능하게되었다.
F-111A형은 159대가 생산되었으며 30대가 개량되었고 42대가 EF-111A 레이븐 전자전기로 개수되어 전력화되었다. 1982년 호주공군의 F-111A가 F-111C로 개량되어 더 큰 주익과 강화된 랜딩기어를 장착하게되었다. 3대는 미국 항공 우주국(NASA)에 보내져 다양한 실험을 하다가 1989년 라이트패터슨 공군기지의 미공군 박물관에 전시되었으며 1991년 6월 애리조나주 투싼의 데이비드 몬산 공군기지로 보내져 퇴역하게 되었다.

F-111B
미해군용으로 개발된 기체로 항공모함에서 이착함 할수있도록 개발되었다. 공군형과 다르게 소련 전투기와 폭격기의 대함 미사일 공격으로부터 함대를 방어하기 위해서 장거리 미사일 장착이 가능하게 설계되었으며 제네럴 다이나믹스사의 함상 전투기 개발 경험 부족으로 그루먼사와 협력해 개발했다. 총 7대의 F-111B형이 생산되어 테스트되었으나 미해군의 요구사항을 충족하지 못해 실전에는 배치되지 못했다. 그렇지만 F-111B를 위해 개발되었던 AIM-54 피닉스 미사일과 TF30엔진, AN/AWG-9 레이더 및 가변익 기술은 이후 그러먼 F-14 톰캣에 사용되었다.

F-111C
호주공군 수출형 사양으로 F-111A형에 F-111B의 대형주익과 강화된 랜딩기어 장착했다. 기체의 인도가 지연되어 1973년에 인도되었으며 4대가 RF-111C로 개수되었으며 추후 미공군의 기체를 F-111C로 개량해 추가로 도입하였다. 2010년 12월에 모두 퇴역하였다.

F-111D
F-111A형의 개량형으로 더 강력한 엔진과 향상된 인테이크 형상, 글래스 콕핏을 장착하였다.

## 일반 특성
- 승무원: 2인
- 길이: 73 ft 6 in (22.4 m)
- 날개폭:
  - 펼침: 63 ft (19.2 m)
  - 접힘: 32 ft (9.75 m)
- 높이: 17.13 ft (5.22 m)
- 날개면적:
  - 펼침: 657.4 ft² (61.07 m²)
  - 접힘: 525 ft² (48.77 m²)
- 경하중량: 47,200 lb (21,400 kg)
- 만재중량: 82,800 lb (37,600 kg)
- 최대이륙중량: 100,000 lb (45,300 kg)
- 엔진: 2 × Pratt & Whitney TF30-P-100 turbofans
  - Dry thrust: 17,900 lbf (79.6 kN) each
  - Thrust with afterburner: 25,100 lbf (112 kN) each

성능
- 최고속도: 마하 2.5 (1,650 mph, 2,655 km/h) 고고도; 마하 1.2 (915 mph, 1,473 km/h) 저고도
- 순항거리: 3,700 mi (3,210 nmi, 5,950 km) ; 외부연료탱크 장착시
- 최대고도: 66,000 ft (20,100 m)
- 상승률: 25,890 ft/min (131.5 m/s)

무장
- 기관포: 1× 20 mm (0.787 in) M61A1 Vulcan 6-barreled Gatling cannon in weapons bay (seldom fitted)
- 하드포인트: 모두 9개 (8× 날개하부, 1× 동체하부), 내부무장창 2개, 최대무장량 31,500 lb (14,300 kg)
- 미사일:
  - AGM-69 SRAM 공대지 핵미사일, 사거리 200 km, 핵출력 210 kt
  - AGM-130
- 폭탄:
  - 자유낙하 범용폭탄, Mk-82 (500 lb/227 kg), Mk-83 (1,000 lb/454 kg), Mk-84 (2,000 lb/907 kg), Mk-117 (750 lb/340 kg)
  - 집속탄
  - BLU-109 (2,000 lb/907 kg) hardened penetration bomb
  - 레이저 유도 폭탄, 2,000 lb (907 kg) GBU-10, 500 lb (227 kg) GBU-12, GBU-28
  - BLU-107 듀란달 활주로 파괴 폭탄
  - GBU-15 전자광학 폭탄
  - B61 또는 B43 핵폭탄

## 같이 보기
- 수호이 Su-34 - 가변익이 아니지만, 최대이륙중량 45톤으로 F-111과 같다
- Mk 84